# Tōru Shinohara
Tōru Shinohara (篠原とおる Shinohara Tōru?, Niihama, Ehime, 28 de abril de 1936) es un artista de manga japonés.
Después de graduarse de la escuela secundaria en marzo de 1955, comenzó a trabajar en una fábrica de piezas de automóviles en Osaka, pero lo dejó después de solo diez meses. Estudió manga a través de un curso ofrecido por correo y escribió para varias revistas de manga. En 1958, apareció su primer trabajo impreso comercialmente Fukumenhakushi (覆 面 博士?) comenzando así su carrera como artista de manga. 
Es conocido por el manga Nippon Keibaden (にっぽん競馬伝?) donde detalla la historia de Japón en la industria de carreras de caballos. Desde 1970, ha escrito una serie de obras titulada Sasori (さそり lit. Escorpión?), que es el nombre de una reclusa y heroína. La directora Shunya Itō inició una serie de diez películas protagonizadas por Meiko Kaji basadas en el manga. Sin embargo, Itō se retiró del proyecto después de solo tres películas, seguida por Kaji, luego de cuatro. Muchas de sus obras se han convertido en películas desde 1972.

## Lista de trabajos
- Fukumenhakushi (覆面博士?)
- Mehyō Mako (女豹マコ?)
- Ningen Konchūki (人間昆虫記?)
- Zubekō Tantei Ran (ズベ公探偵ラン?)
- Nippon Keibaden (にっぽん競馬伝?)
- Teinen Shokun (定年諸君?)
- Tōko (陶子?)
- Karyūdobachi (狩人蜂?)
- Sasori (さそり lit. Escorpión?)
- Kawachi Zankyōden Shamo (河内残侠伝軍鶏?)
- Yadokari (やどかり?)
- On'na-gatana-shi Sayaka (女刀師サヤカ?)
- Garandō (がらんどう?)
- O-ka no on'na (O課の女?)
- Yakōchū (夜光虫?)
- Wanibunsho / 82-bunsho (ワニ分署 / 82分署?)
- Keiji Ankō (刑事あんこう?)
- Shokuchuka (食虫花?)
- Hikuidori (火喰鳥?)
- Ginsasa (銀笹?)
- Suna (砂 lit. Arena?)
- On'na Shiokinin ZEBRA (女仕置き人ZEBRA?)